# Tuckzeese
Die Tuckzeese ist ein Grundschleppnetz, das hauptsächlich in der Hochseefischerei eingesetzt wurde. Es gab allerdings auch Versuche, dieses Gerät in der Binnenfischerei zu nutzen.
Das sogenannte Tucken, Fischen im Gespann oder auch die Gespannfischerei, wird von zwei Fischkuttern betrieben, die das Netz gemeinsam ziehen. Um den Querabstand der parallel schleppenden Fahrzeuge, der bis zu 200 m reichen kann, möglichst genau einzuhalten, spannt man gelegentlich von Bug zu Bug eine Verbindungsleine. Der Fahrzeugabstand bestimmt die Netzöffnung, so dass keine Scherbretter benötigt werden. Beim Aussetzen und beim Hieven des Netzes müssen die beiden Kutter so dicht zusammenkommen, dass die Kurrleine übergeben werden kann. Zur Verarbeitung und zum Verstauen des Fangs im Fischraum arbeiten beide Besatzungen dann während des Tuckens auf dem Kutter, der das Schleppnetz mit der Beute an Bord geholt hat.